# Spalding (Tintín)
Spalding es un personaje ficticio de la serie Las aventuras de Tintín del historietista belga Hergé. Aparece en la aventura Vuelo 714 para Sidney. Es el secretario inglés del multimillonario hombre de negocios Laszlo Carreidas, y es uno de los conspiradores que llevaron a cabo el secuestro de ese vuelo. Rastapopoulos, el villano principal y de quien recibía órdenes, planeó eliminarle junto a los otros conspiradores después de conseguir su objetivo, que era hacerse con la millonaria fortuna que posee Carreidas en una cuenta secreta de un banco suizo.  
Mientras Tintín y sus amigos se encuentran en el aeropuerto de Yakarta (Indonesia) en su viaje a Sídney (Australia), el capitán Haddock lo confunde con el mismísimo Lazslo Carreidas por su apariencia formal y su figura estirada y esbelta, pensando que Carreidas, a quien había visto sentado poco antes en un banco con aire desaliñado, era un mendigo. Sin embargo, pronto descubrirán que es un tramposo tan codicioso como su patrón. Participa en el secuestro del avión de Carreidas sin duda para vengarse de las humillaciones públicas que le hizo sufrir en el pasado, ya que Laszlo trata con desprecio a sus empleados. Después de colabrorar en la persecución de Tintín y sus amigos, que habían conseguido escapar de su prisión en la isla donde aterriza el avión (llamada Pualu-pulau Bompa), se reencuentra con los demás bandidos en una balsa pneumática para escapar de la erupción volcánica. Finalmente, fue hipnotizado por Mik Ezdanitoff y embarcado junto a los demás bandidos en un platillo volante, desapareciendo en un destino desconocido.
En una entrevista con el Sunday Times en 1968, Hergé dijo sobre Spalding que era "un hombre inglés de la escuela pública, obviamente la oveja negra de su familia".    
- Datos: Q25413933